# Ђорђе Станимировић
Ђорђе Станимировић (Београд, 9. октобар 1986) српски је телевизијски редитељ.

## Биографија
У сарадњи са сценаристом Ђорђем Милосављевићем, снимио је своју прву ауторску серију Преживети Београд. 2019. године.
Ради и као редитељ реклама.
Остале ТВ серије у његовој режији су Феликс и Зборница.
Ожењен је, отац једног детета, живи и ради у Београду.